# Affaire des évadés fiscaux
L'affaire des évadés fiscaux est une affaire financière dans laquelle l'informaticien Hervé Falciani, ex-employé de la banque HSBC, fournit à l'administration fiscale une liste de comptes bancaires non déclarés, en lien avec des soupçons de fraude fiscale.

## Transmission d'une liste d'évadés fiscaux
En 2008, Hervé Falciani, un informaticien travaillant chez HSBC, à Genève, en Suisse, obtient une liste de 8 993 évadés fiscaux français en Suisse.
Selon des accusations de ses détracteurs, niées par l’intéressé, il commence par tenter de vendre le fichier au Liban.
Le 2 avril 2008, il entre en contact avec Philippe G., commandant de police à la direction centrale de la Police judiciaire (DCPJ). Jean-Patrick M., employé de la direction nationale d'enquêtes fiscales (DNEF), devient le contact de la « source ». Son supérieur est François Jean-Louis, secrétaire général de la DNEF. Le nom de code d'Hervé est Ruben.
Hervé Falciani fournit d'abord une liste de sept noms, dans le but de prouver sa crédibilité. Puis le 2 décembre 2008, la totalité du fichier est fournie. L'opération « Chocolat », c'est-à-dire le recrutement par les services fiscaux français de Falciani, est un succès.
Hervé Falciani indique qu'il « comptait donner [les preuves] à la justice française ». Il précise que c'est lui qui a « alerté » et demandé au procureur de la République Éric de Montgolfier « qu'il s'intéresse à ces informations. Et non pas qu'il les retransmette sans rien faire à la Suisse, comme celle-ci le demandait »,.

## Action des autorités françaises contre les supposés évadés fiscaux
Le 23 décembre 2008, Hervé Falciani fuit la Suisse pour le sud de la France. Le 20 janvier 2009, son nouveau domicile est perquisitionné par la police française. Le fichier est officiellement transmis le 9 juillet 2009 par le procureur Éric de Montgolfier, qui le transmet à son tour au ministère de l'Économie et des Finances. Il ignore que l'administration fiscale possédait un fichier depuis sept mois. Un fichier officiel est créé sous le nom d'Evafisc.
2 846 personnes physiques sont identifiées ainsi que 86 sociétés. À partir du printemps 2010, 4 200 personnes répondent à la proposition du gouvernement de régulariser volontairement leur situation fiscale auprès de la cellule de régularisation de Bercy.
Cette action aurait permis à la France de récupérer 1,2 milliard d'euros.
L’avocat Avi Bitton obtient la première relaxe par le tribunal correctionnel de Paris d’un chef d’entreprise qui apparaissait sur la liste dite Falciani des supposés évadés fiscaux. L’avocat fait ensuite condamner l’État à rembourser au suspect innocenté les sommes saisies par l’administration fiscale.

## Action de la justice suisse et des supposés évadés fiscaux contre les autorités françaises
La justice suisse, qui n'accepte pas la manière dont la justice et le fisc français se sont approprié les informations des clients de HSBC, demande le 3 février 2009 à obtenir une copie des fichiers, que les autorités françaises lui communiquent le 21 janvier 2010. Le ministère public suisse analyse la copie et affirme en août 2010 que « des données ont été modifiées », accusant donc les autorités françaises d'avoir modifié les listes initiales.
En janvier 2012, le juge d'instruction parisien René Cros est saisi par l'avocat des supposés évadés fiscaux d'une information judiciaire, « pour faux et usage de faux en écritures publiques commis par une personne dépositaire de l'autorité publique, et tentative d'escroquerie au jugement ».

## Arrestation en Espagne, puis collaboration avec le fisc espagnol
Le 1er juillet 2012, Hervé Falciani est arrêté en Espagne à Barcelone, sur la base d'un avis de recherche des autorités suisses, qui demandent une extradition vers la Suisse. Les autorités espagnoles décident en décembre 2012 de libérer Hervé Falciani, qui est assigné à résidence sous protection, puis collabore avec le fisc espagnol, ce qui permet (selon les autorités espagnoles) de récupérer 250 millions d'euros auprès de 659 fraudeurs, dont notamment Emilio Botín.
Hervé Falciani transmet une nouvelle liste de noms, en liaison avec l'affaire Gürtel. Lors d'une audience publique, le 15 avril 2013, le parquet espagnol s'oppose à l'extradition d'Hervé Falciani vers la Suisse, affirmant que ses actes « ne sont pas passibles de poursuites en Espagne », « le secret bancaire y ayant été aboli en 1977 » et que les informations fournies auraient révélé une fraude fiscale portant sur 200 milliards d'euros dans toute l'Europe.
Hervé Falciani, interviewé sur France 2 dans le magazine Cash investigation diffusé le 11 juin 2013, confirme son intention de revenir en France.

## Publication des noms
Challenges fournit dès juin 2013 une liste de 86 contribuables apparaissant sur cette liste et faisant l'objet de poursuites. On compte notamment Nina Ricci, Arlette Ricci, Jean-Claude Guidicelli, Simon Benharrous. Le 27 janvier 2014, le journal Le Monde publie d'autres noms, dont Christian Karembeu, les frères Christian et François Picart, Alain Afflelou, Cédric Klapisch, Gérard Miller, Michel Tubiana et Richard Prasquier.
Arlette Ricci, héritière des parfums Nina Ricci, est condamnée le 13 avril 2015 à trois ans de prison dont un ferme et un million d'euros d'amende, pour fraude fiscale, blanchiment de fraude fiscale et organisation frauduleuse d'insolvabilité pour échapper à l'impôt.

## SwissLeaks
En février 2015, le quotidien Le Monde commence la publication d'une série d'articles consacrés aux révélations, baptisées SwissLeaks, sur l'évasion fiscale et le blanchiment à grande échelle mis en œuvre au sein de la filiale suisse de la banque HSBC.
L’ampleur de la fraude coûte la fin de sa carrière à Roland Veillepeau, patron de la Direction nationale des enquêtes fiscales et responsable de l’opération « chocolat ». Il est contraint à un départ à la retraite en 2014.

## Nouvelle arrestation en Espagne
Le 4 avril 2018, Hervé Falciani est arrêté à nouveau par la police espagnole dans les rues de Madrid alors qu'il se rend à une conférence. La police espagnole précise qu'« il était visé depuis le 19 mars par un mandat d'arrêt international pour son extradition, émis par les autorités suisses, pour qu'il purge une condamnation à une peine de prison ferme de cinq ans ». Cependant, en septembre, Madrid annonce qu'elle ne souhaite pas extrader Falciani vers la Suisse. Il est alors libéré mais placé sous contrôle judiciaire.